# HMS Courageous (50)
La HMS Courageous (Pennant number 50), quarta nave da guerra britannica a portare questo nome, è stata un'unità della Royal Navy. Fu costruita nei cantieri Armstrong Whitworth come "grande incrociatore leggero". Insieme alla sorella Glorious e alla simile Furious nacque da un'idea dell'Ammiraglio Jackie Fisher di creare delle navi che potessero appoggiare un eventuale sbarco nelle acque poco profonde del Mar Baltico. Dopo aver partecipato alla prima guerra mondiale, venne trasformata in portaerei. Venne silurata e affondata subito dopo l'inizio della seconda guerra mondiale con la perdita di più di 500 uomini dell'equipaggio.

## Progetto
Il progetto prevedeva la costruzione di un "incrociatore da battaglia leggero" armato con cannoni da 380 mm ma classificato dalla Royal Navy come incrociatore leggero a causa della scarsa corazzatura. Venne impostata il 28 marzo 1915, varata il 5 febbraio 1916 e completata il 28 ottobre dello stesso anno, entrando in servizio il 4 novembre. L'apparato propulsivo era simile a quello dell'incrociatore Champion, con quattro assi. L'armamento secondario era composto da un nuovo tipo di cannoni tripli da 100 mm, pensato per fornire un'alta cadenza di fuoco contro naviglio veloce come le torpediniere. All'atto pratico però i pezzi dimostrarono una cadenza di fuoco decisamente minore a causa delle difficoltà di caricamento veloce dovute all'intralcio tra i serventi dei vari pezzi. A causa delle caratteristiche costruttive leggere e di altri problemi, che portarono ad una forte necessità di interventi di riparazione, la nave venne soprannominata "Outrageous".
Durante le prove in mare, rimase danneggiata nell'area del castello di prua navigando a tutta forza in una situazione di mare mosso. La corazzatura laterale offrendo troppa resistenza all'acqua causò danneggiamenti e perdite nelle cisterne di carburante e acqua. Le riparazioni inclusero anche un rafforzamento strutturale generale dell'area.

## Servizio

### Prima guerra mondiale

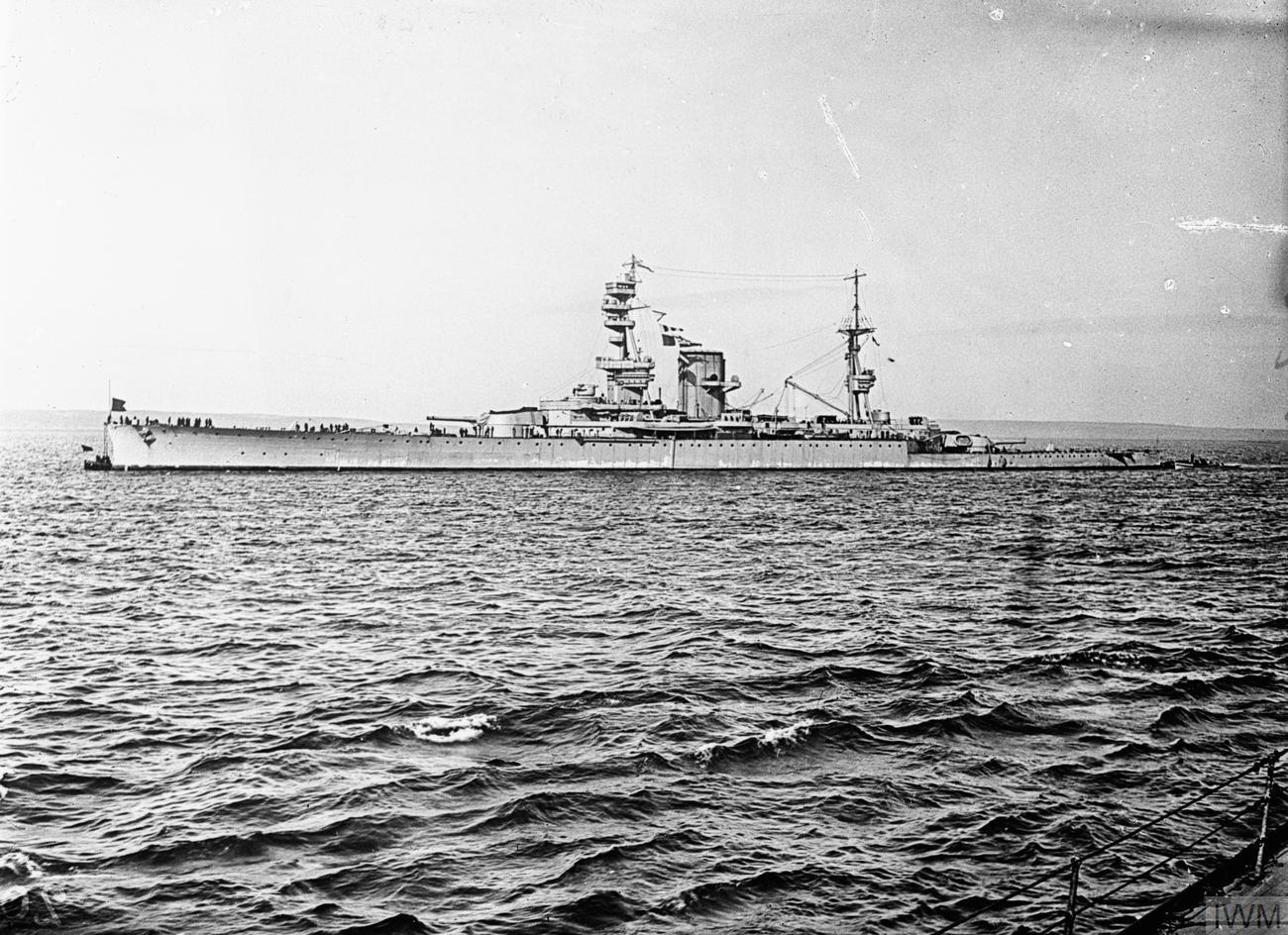
La Courageous poco dopo il suo ingresso in servizio

Al momento dell'entrata in servizio la Courageous venne assegnata al 3º Squadrone incrociatori leggeri della Grand Fleet. Nella primavera del 1917 venne attrezzata per servire come posamine, potendo trasportare più di 200 mine. Questa sperimentazione durò per poco tempo, senza che l'unità venisse mai utilizzata operativamente in questa veste. Il 17 novembre seguente, insieme alla Glorious e alla Repulse ingaggiò un breve scontro con incrociatori leggeri nemici nella Seconda battaglia di Heligoland Bight, rimanendo leggermente danneggiata. In seguito servì con il 1º Squadrone incrociatori nel Mare del Nord. Nel 1918 vennero installate piattaforme di decollo per aerei sulle torrette principali. Il 21 novembre dello stesso anno, presenziò alla resa della Hochseeflotte tedesca.

### La conversione
Con la firma del Trattato navale di Washington del 1922, la Courageous rappresentava un superamento dei limiti imposti alla Gran Bretagna nel campo delle navi da battaglia. Venne quindi deciso di convertire l'unità in portaerei: la combinazione di buona velocità, scafo ampio e scarso successo del progetto originale fecero della nave una candidata perfetta per le modifiche. I lavori portati avanti a Devonport iniziarono nel 1924 e la Courageous tornò in servizio nel maggio 1928. Il costo della conversione fu di 2.025.800 Sterline dell'epoca. I cannoni da 380 mm vennero rimossi e successivamente riutilizzati nelle torrette X e Y della nave da battaglia veloce Vanguard. Al momento del ritorno in servizio, l'unità aveva due ponti di volo, quello principale ed uno più piccolo e basso di livello a prua, pensato per il decollo dei piccoli velivoli utilizzati. Durante lavori di modernizzazione portati avanti tra il 1935 ed il 1936, il ponte inferiore venne dismesso ed utilizzato per rafforzare le difese antiaeree, mentre due catapulte per aerei con peso fino a 4.500 chili vennero installate sul ponte di volo principale. Aveva due livelli di hangar, entrambi lunghi 170 metri e alti 7,3 metri. Poteva imbarcare fino a 48 aerei, al momento dell'ingresso in servizio come portaerei imbarcava Fairey Flycatcher, Blackburn Ripon e Fairey IIIF da ricognizione. In seguito vennero utilizzati i Fairey Swordfish e i Gloster Gladiator. La Courageous poteva essere distinta dalla sorella Glorious grazie a un differente tipo di albero, una sala nautica differente sull'"isola" e a un minore abbassamento del ponte di volo a poppa.

### Seconda guerra mondiale e affondamento

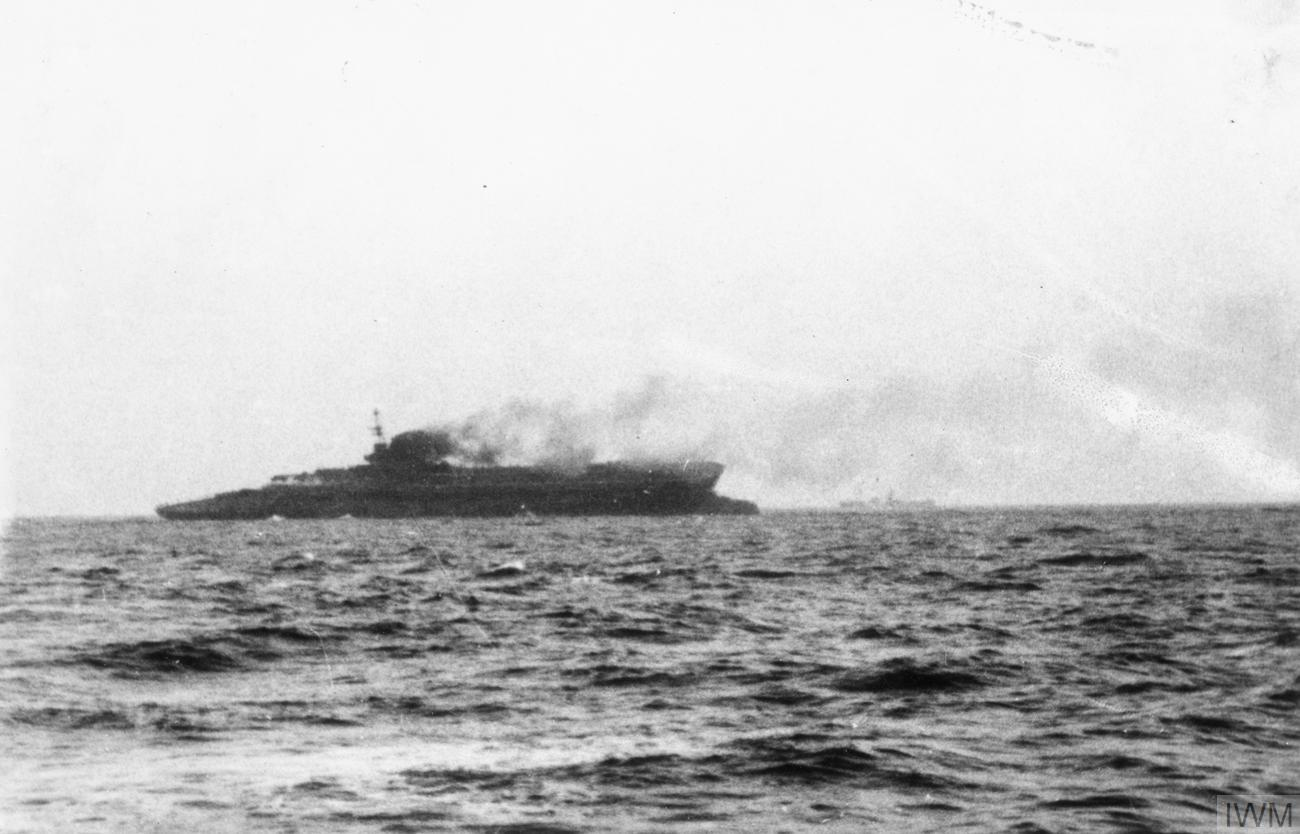
La nave affonda dopo essere stata colpita da due siluri dell'U-29

La Courageous servì nella Home Fleet dall'inizio della seconda guerra mondiale. Il 17 settembre 1939, al comando del Capitano W. T. Mackaig-Jones, si trovava in missione di pattuglia antisommergibile al largo delle coste dell'Irlanda scortata da quattro cacciatorpediniere della 3ª flottiglia, HMS Inglefield (capitano A.G. Talbot, RN), HMS Ivanhoe (Cdr. B. Jones, RN), HMS Impulsive (Lt.Cdr. W.S. Thomas, RN) e HMS Intrepid (Cdr. J.W. Josselyn, RN) . 
Due di questi, HMS Inglefield e HMS Intrepid, vennero inviati a soccorrere la nave mercantile britannica Kafiristan che era stato attaccata dal sommergibile tedesco U-53 a circa 350 miglia a ovest di Capo Clear. 
In questo momento, l'unità venne individuata e seguita per circa due ore dall'U-Boot U-29, al comando del Kapitänleutnant Otto Schuhart. Quando la Courageous virò nella direzione del vento per recuperare i suoi aerei, offrì il fianco sinistro al sommergibile nemico, che lanciò tre siluri, due dei quali andarono a segno. 
La nave si capovolse e affondò in 17 minuti, con la perdita di 518 uomini dell'equipaggio incluso il capitano. 
Fu la prima nave da guerra britannica ad essere affondata durante il conflitto, mentre la SS Athenia era stata la prima nave civile ad essere affondata, appena due settimane prima.
La perdita della Courageous e un fallito attacco alla portaerei Ark Royal da parte dell'U-39 tre giorni prima, spinsero l'Ammiragliato a ritirare le portaerei dai pattugliamenti antisommergibile.